# Jean Meuvret
Jean Meuvret, né le 28 septembre 1901 à Saint-Florentin et mort le 16 octobre 1971 à Sceaux est un historien français qui a étudié surtout l'Ancien Régime ; il était « caïman » à l’École normale supérieure (Paris). Il a fourni des contributions importantes à l'histoire économique de la France et a collaboré entre autres à la collection The New Cambridge Modern History. Son travail le plus important concerne l’époque de Louis XIV.

## Publications
- Histoire des pays baltiques : Lituanie-Lettonie-Estonie-Finlande (= Collection Armand Colin. 168). A. Colin, Paris 1934.
- Le territoire de Memel et la politique européenne. P. Hartmann, Paris 1936.
- et al.: Forschungen und Studien zur Geschichte des Westfälischen Friedens. Vorträge bei dem Colloquium französischer und deutscher Historiker vom 28. April – 30. April 1963 in Münster (= Schriftenreihe der Vereinigung zur Erforschung der Neueren Geschichte e.V. Bd. 1). Mit einem Vorwort von Max Braubach, Aschendorff, Münster 1965.
- Études d’h̓istoire économique : recueil d’articles (= Cahiers des Annales. 32). A. Colin, Paris 1971.
- Le Problème des subsistances à l'époque de Louis XIV. Mouton, Paris 1977 et suiv.
  - Vol. 1: La production des céréales dans la France du XVIIe et du XVIIIe siècle (= Civilisations et sociétés. 50.). École des Hautes Études en Sciences Sociales, Paris 1977.
  - Vol. 2: La production des céréales et la société rurale (= Civilisations et sociétés. 75.). Éditions de L'École des Hautes Études en Sciences Sociales, Paris 1987.
  - Vol. 3: Le commerce des grains et la conjoncture (= Civilisations et sociétés. 77). École des Hautes Études en Sciences Sociales, Paris 1988.